# Nicolaus Cisnerus

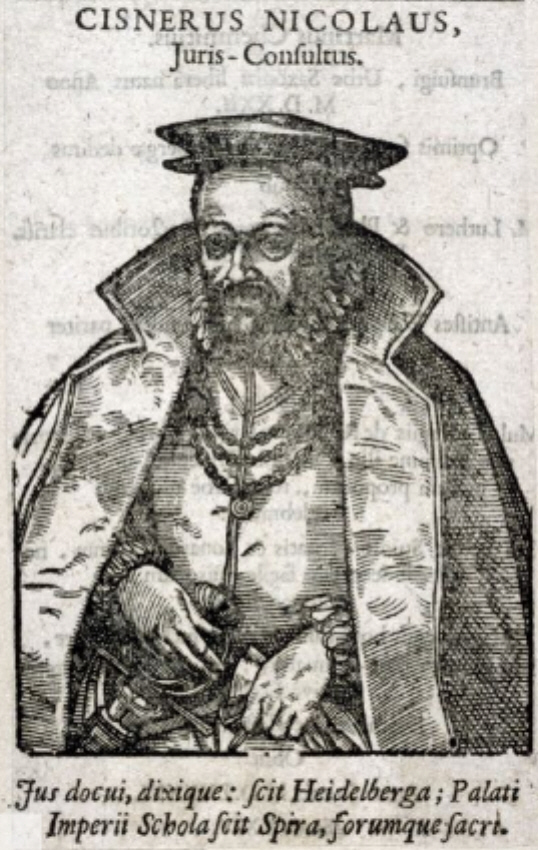

Nicolaus Cisnerus, também conhecido como Nicolaus Kistner ou Nicolaus Cisner (Mosbach, 24 de março de 1529 – Heidelberg, 6 de março de 1583) foi um erudito palatino do Período Renascentista. Foi reitor da Universidade de Heidelberg e juiz do Supremo Tribunal de Speyer. Foi humanista, reformador, jurista e poeta.

## Obras principais
- Cisnerus, Nicolaus (1529-1583): Idyllion De Veris Et Autumni Comparatione. De Eodem Argumento oratio scripta. - Wittenberg: Crato, 1551.
- Delitiae Poetarum Germanorum
- Idyllion de comparatione veris et autumni (1571)
- Numerosos estudos e comentários sobre Pandectas e as Instituições Romanas
- Opuscula historica et politico-philologica (Frankfurt/Main 1611), kleine Schriften zur deutschen Verfassungsgeschichte